# Nuoto ai Giochi della II Olimpiade - 200 metri per squadre
I 200 metri per squadre erano una delle sette gare del programma di nuoto dei Giochi della II Olimpiade di Parigi.  
Si disputò il 12 agosto 1900, presso il fiume Senna. Vi parteciparono venti nuotatori (diciotto quelli che vi parteciparono attivamente), provenienti da due nazioni, divise in quattro squadre, tre francesi e una tedesca.

## Sistema di punteggio
La gara era divisa in quattro batterie, in ognuna delle quali gareggiavano cinque nuotatori. Il metodo di punteggio era particolare: gli atleti venivano sorteggiati nelle batterie, ricevendo poi un numero di punti determinato dal piazzamento ottenuto. Ai cinque nuotatori della prima batteria venne assegnato un punteggio tra 1, per il vincitore, e 5, per l'ultimo classificato, mentre a quelli della seconda batteria spettavano dai 6 ai 10 punti, e così via. I punteggi dei cinque nuotatori venne sommato, e vinceva la squadra con meno punti. Questo sistema dava un deciso vantaggio alla squadra tedesca, che aveva tre nuotatori nella prima batteria, e, viceversa, un netto svantaggio a quella parigina, che aveva tre nuotatori nella quarta batteria.
Se i punti fossero stati dati in base ai migliori tempi registrati nelle batterie, ci sarebbe stato un cambiamenti tra i Pupilles de Neptune e i Tritons; i tedeschi sarebbero stati ancora i vincitori, mentre i Libellules de Paris sarebbero rimasti gli ultimi classificati.

## Risultati

### Batterie

#### I Batteria
| Posizione | Atleta            | Paese    | Squadra                          | Tempo  | Punti |
| --------- | ----------------- | -------- | -------------------------------- | ------ | ----- |
| 1         | Ernst Hoppenberg  | Germania | Deutscher Schwimm Verband Berlin | 2'35"4 | 1     |
| 2         | Max Hainle        | Germania | Deutscher Schwimm Verband Berlin | 2'36"0 | 2     |
| 3         | Maurice Hochepied | Francia  | Tritons Lillois                  | 2'53"0 | 3     |
| 4         | Julius Frey       | Germania | Deutscher Schwimm Verband Berlin | 2'55.0 | 4     |
| 5         | Bertrand          | Francia  | Tritons Lillois                  | 3'00"0 | 5     |

#### II Batteria
| Posizione | Atleta         | Paese    | Squadra                          | Tempo  | Punti |
| --------- | -------------- | -------- | -------------------------------- | ------ | ----- |
| 1         | Max Schöne     | Germania | Deutscher Schwimm Verband Berlin | 2'42"0 | 6     |
| 2         | Jules Clévenot | Francia  | Libellule de Paris               | 2'45"0 | 7     |
| 3         | René Tartara   | Francia  | Pupilles de Neptune de Lille     | 2'48"6 | 8     |
| 4         | Désiré Mérchez | Francia  | Pupilles de Neptune de Lille     | 2'55"4 | 9     |
| 5         | Rosier         | Francia  | Libellule de Paris               | 3'04"4 | 10    |

#### III Batteria
| Posizione | Atleta             | Paese   | Squadra                      | Tempo  | Punti |
| --------- | ------------------ | ------- | ---------------------------- | ------ | ----- |
| 1         | Louis Martin       | Francia | Pupilles de Neptune de Lille | 2'51"4 | 11    |
| 2         | Victor Hochepied   | Francia | Tritons Lillois              | 2'56"4 | 12    |
| 3         | Verbecke           | Francia | Tritons Lillois              | 3'01"6 | 13    |
| 4         | Georges Leuillieux | Francia | Pupilles de Neptune de Lille | 3'05"0 | 14    |

#### IV Batteria
| Posizione | Atleta       | Paese   | Squadra            | Tempo  | Punti |
| --------- | ------------ | ------- | ------------------ | ------ | ----- |
| 1         | Féret        | Francia | Libellule de Paris | 3'00"4 | 15    |
| 2         | Gasaigne     | Francia | Libellule de Paris | 3'02"0 | 16    |
| 3         | Pelloy       | Francia | Libellule de Paris | 3'06"6 | 17    |
| 4         | Victor Cadet | Francia | Tritons Lillois    | 3'18"0 | 18    |

#### Non partecipanti
I seguenti due giocatori non presero parte ad alcuna batteria, portando automaticamente 20 punti alle loro squadre:
- Herbert von Petersdorff, Deutscher Schwimm Verband Berlin
- Houben, Pupilles de Neptune de Lille

### Punteggi delle squadre
| Piazzamento | Squadre                          | Atleti                                                                     | Paese    | Punti            |
| ----------- | -------------------------------- | -------------------------------------------------------------------------- | -------- | ---------------- |
|             | Deutscher Schwimm Verband Berlin | Ernst Hoppenberg Max Hainle Julius Frey Max Schöne Herbert von Petersdorff | Germania | 33 1+2+4+6+20    |
|             | Tritons Lillois                  | Maurice Hochepied Joseph Bertrand Victor Hochepied Verbecke Victor Cadet   | Francia  | 51 3+5+12+13+18  |
|             | Pupilles de Neptune de Lille     | René Tartara Désiré Mérchez Louis Martin Georges Leuillieux Houben         | Francia  | 62 8+9+11+14+20  |
| 4           | Libellule de Paris               | Jules Clévenot Rosier R. Féret Gasaigne Pelloy                             | Francia  | 65 7+10+15+16+17 |